# 양동근 (농구인)
양동근(梁東根, 1981년 9월 14일~)은 대한민국의 은퇴한 농구 선수이다. 현역 시절 포지션은 포인트 가드이며 2025년 기준으로는 울산 현대모비스 피버스의 감독이다. 양경민의 사촌 동생.
한양대 2학년 시절이던 2001년 대학 농구 분야에 첫 입문하였고, 같은 해에 일본 오사카에서 열린 제3회 동아시아 경기 대회에 대한민국 국가대표로 참가했다. 2004년 KBL 프로농구에 정식 입문하였다.

## 프로 생활
2004년 KBL 드래프트에 참가해 1순위로 KCC의 지명을 받았으나, 모비스와 트레이드를 통해 모비스에 입단하여 KBL에 데뷔하였다. 프로 무대에 데뷔한 후 신인왕과 수비5걸상을 수상해 화려한 첫 모습을 선보였다. 이후 현대모비스를 상징하는 최고의 주전 선수에 올랐고, 프로로 있던 14시즌동안  정규리그 최우수선수(MVP) 4회, 챔피언결정전 MVP를 3회 수상했고 시즌 베스트5에만 9차례 들었다. 현대모비스가 통산 7번의 우승을 거둘 때 7번의 우승 중 6번의 우승을 함께하고 우승 반지도 6개 보유 중이며, 이는 국내 농구선수 중 최대치이다.
전성기 시절에 리그 최고의 공격력 뿐만 아니라 엄청난 체력으로 상대 에이스를 틀어막는 수비력까지 갖춘 훌륭한 농구선수로 평가 받았으며, 포인트 가드임에도 돌파와 슛 등 개인전술을 주무기로 삼는 ‘듀얼 가드’로서는 한국 농구 역사상 가장 뛰어났던 선수였다.
2014년 인천 아시안게임 때 국가대표로서도 명성을 다졌는데, 대한민국이 아시아 최강 이란에게 극적인 역전 우승을 거둘 당시 결승전에서 4쿼터 종료 2분여를 남기고 5점차로 끌려가던 대표팀을 결정적 외곽포와 신들린 도움으로 승리까지 이끈 동근의 모습은 한국 스포츠사에 길이 남을 만한 명장면으로 꼽힌다.
2019-2020 시즌을 마치고 후배들에게 자리를 양보하기 위해 현역 은퇴를 선언하고, 기자회견을 열었다. 양동근이 달았던 등번호 6번은 현대모비스의 영구 결번으로 지정되었다.

## 학력
- 서울대방초등학교
- 삼선중학교
- 용산고등학교
- 한양대학교

## 경력

### 클럽
- 2001년~2004년 대한민국 대학 농구(한양대)
- 2004년~2020년 울산 모비스 피버스

### 국가대표
- 2006년 아시안 게임 농구 남자
- 2010년 아시안 게임 농구 남자
- 2013년 FIBA 아시아 선수권 대회
- 2014년 아시안 게임 농구 남자